# Herbert Haf
Herbert Haf (* 1938 in Pfronten) ist ein deutscher Mathematiker und Universitätsprofessor im Ruhestand.

## Werdegang
Von 1956 bis 1960 studierte Haf am Oskar-von-Miller-Polytechnikum in München die Feinwerktechnik-Optik. Es folgte von 1960 bis 1966 ein Studium der Mathematik und Physik an der RWTH Aachen. Von 1966 bis 1970 war Herbert Haf wissenschaftlicher Assistent, 1968 promovierte er. Von 1968 bis 1974 war er an der Universität Stuttgart Lehrbeauftragter. Haf war dort von 1970 bis 1974 auch akademischer Rat. Es folgten Rufe nach Weingarten und Ludwigsburg. Von 1974 bis 2003 war er Professor für Mathematik an der Universität Kassel. Herbert Haf war von 1994 bis 2000 dort auch Vizepräsident. Von 1985 bis 1991 war er Vorsitzender der Naturwissenschaftlich-Medizinischen Gesellschaft Kassel. Aktiv war Haf auch im Stiftungsrat von Plansecur, in der Evangelischen Studentengemeinde sowie im Vorstand der Studentenmission in Deutschland.

## Werke (Auszug)
- Haf et al.: Höhere Mathematik für Ingenieure – Band I: Analysis. Vieweg+Teubner, 2011, ISBN 978-3-8348-1218-6
- Haf et al.: Höhere Mathematik für Ingenieure – Band II: Lineare Algebra. Springer Vieweg, 2012, ISBN 978-3-8348-1853-9
- Haf et al.: Höhere Mathematik für Ingenieure – Band III: Gewöhnliche Diffentialgleichungen, Distributionen, Integraltransformationen. Vieweg+Teubner, 2009, ISBN 978-3-8348-0565-2
- Haf et al.: Vektoranalysis – Höhere Mathematik für Ingenieure, Naturwissenschaftler und Mathematiker. Springer Vieweg, 2012, ISBN 978-3-8348-1851-5
- Haf et al.: Funktionentheorie – Höhere Mathematik für Ingenieure, Naturwissenschaftler und Mathematiker. Teubner, 2004, ISBN 3-519-00480-1
- Haf et al.: Partielle Differentialgleichungen und funktionalanalytische Grundlagen – Höhere Mathematik für Ingenieure, Naturwissenschaftler und Mathematiker. Vieweg+Teubner, 2010, ISBN 978-3-8348-1294-0

## Forschungsschwerpunkte
Funktionalanalysis, Verzweigungstheorie und Approximationstheorie.

## Preise und Auszeichnungen
- 2011: Bundesverdienstkreuz am Bande[1]